# 麥庫林
唐．麥庫林（英語：Don Mccullin；1935年10月9日—），於英國倫敦Finsbury Park出生，是個國際知名的攝影記者，他的記者生涯始於1959年，作品多為失業者，貧窮的低下基層，以拍攝都市中的衝突及戰爭聞名。

## 家庭
唐．麥庫林現居於英國索美塞特郡,與妻子及五名子女（包括與前妻所生的）同住。